# Dark Matter Dimensions
Dark Matter Dimensions (рус. Размеры тёмной материи) — четвёртый полноформатный студийный альбом шведской мелодик-дэт-метал-группы Scar Symmetry, выпущен 2 октября 2009 года на лейбле Nuclear Blast. Это первый альбом группы, записанный с Робертом Карлсоном и Ларсом Палмквистом, новыми вокалистами, пришедшими на смену Кристиану Альвестаму.

## Музыкальные клипы
В начале сентября 2009 года был снят видеоклип на песню «Noumenon & Phenomenon». Барабанщик Хенрик Ольссон рассказал, что одна часть видеоклипа была снята в студии, а другая в заброшенной психиатрической больнице.
В декабре было выпущено видео на песню «Ascension Chamber». Клип был снят 25 октября режиссёром Ронни Хемлином ещё до того как Scar Symmetry отправились в тур. «Ascension Chamber» звучала на каждом концерте группы.
5 мая 2010 года вышел новый видеоклип, снятый на песню «The Iconoclast».

## Список композиций
Все тексты написаны Хенриком Ольссоном, вся музыка написана Йонасом Кьеллгреном и Пером Нильсоном.
| №   | Название                      | Длительность |
| --- | ----------------------------- | ------------ |
| 1.  | «The Iconoclast»              | 5:07         |
| 2.  | «The Consciousness Eaters»    | 4:42         |
| 3.  | «Noumenon and Phenomenon»     | 4:13         |
| 4.  | «Ascension Chamber»           | 3:48         |
| 5.  | «Mechanical Soul Cybernetics» | 3:27         |
| 6.  | «Nonhuman Era»                | 4:45         |
| 7.  | «Dark Matter Dimensions»      | 4:12         |
| 8.  | «Sculptor Void»               | 5:23         |
| 9.  | «A Parenthesis in Eternity»   | 4:43         |
| 10. | «Frequencyshifter»            | 3:15         |
| 11. | «Radiant Strain»              | 4:15         |

| №   | Название                                                        | Длительность |
| --- | --------------------------------------------------------------- | ------------ |
| 12. | «Pariah» (Бонус-трек лимитированного диджипак-издания)          | 5:22         |
| 13. | «The Consciousness Eaters (Edit Version)» (Японский бонус-трек) | 3:58         |

## Участники записи
- Роберт Карлсон — гроулинг, чистый бэк-вокал[6]
- Ларс Палмквист — чистый вокал, бэк-гроул[6]
- Йонас Кьеллгрен − гитара, клавишные
- Пер Нильсон − гитара
- Кеннет Сейл − бас-гитара
- Хенрик Ольссон − ударные

## История релизов
| Регион           | Дата релиза     |
| ---------------- | --------------- |
| Европа           | 2 октября 2009  |
| Северная Америка | 20 октября 2009 |